# Chang Tsai

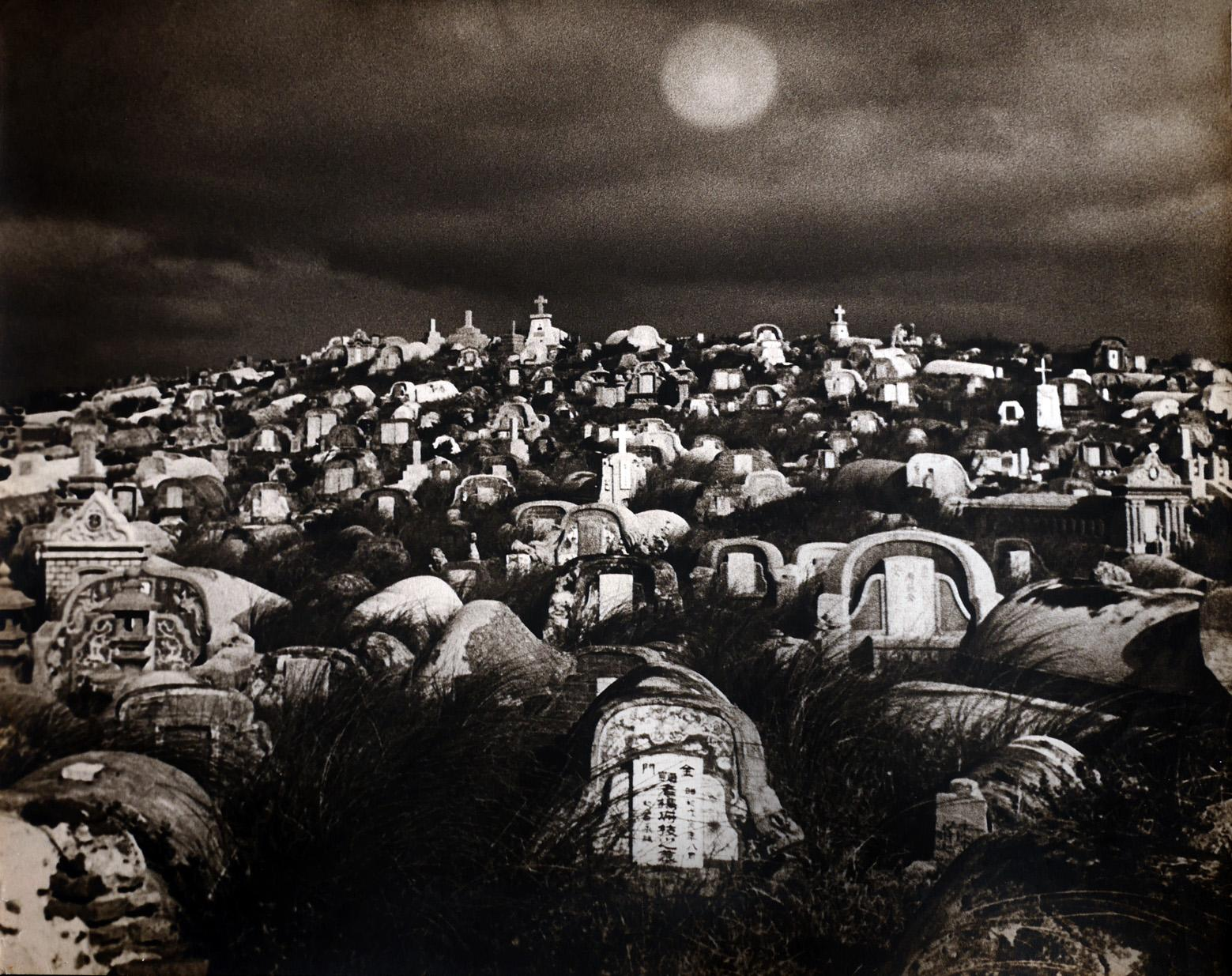
Chang Tsai: Hroby v Anpingu, 1946–1947

Chang Tsai (nebo Zhang Cai čínsky 張 才; 1916 Dadao v Tchaj-pej- 4. května 1994) byl tchajwanský fotograf. Velký vliv na něj měl jeho bratr Zhang Weixian, díky kterému vystudoval fotografii v Japonsku. Spolu s ním ve třicátých až padesátých letech 20. století aktivně působili fotografové Deng Nan-guang (鄧南光) a Lee Ming-diao (李鳴 鵰), společně známí jako „tři mušketýři“. Patří k nejznámějším tchajwanským fotografům, kteří byli aktivní v té době. V roce 2014 byl vybrán jako jeden z 30 nejvlivnějších fotografů v IPA Asia. Zemřel 4. května 1994 v Tchaj-peji.

## Životopis
Chang Cai se narodil v tchajpejském Dadao v roce 1916. Jeho bratr Zhang Weixian byl vůdcem nového tchajwanského dramatického hnutí. V roce 1934 Chang Tsai poslechl návrh svého bratra Changa Weixiana, aby šel do Japonska studovat fotografii. Během studií byl inspirován německým stylem „Neue Sachlichkeit“, a tak rozvíjel objektivní a realistickou fotografickou estetiku. Jeho práce odrážejí různé aspekty, jako je humanistický duch, sociální vědomí a kulturní jevy.
V roce 1936 založil v Dadao „Shadow Writer“. Vypukla druhá světová válka a odešel se svou rodinou do Šanghaje. V roce 1946 se vrátil na Tchaj-wan a v roce 1948 uspořádal svou první samostatnou výstavu v Zhongshan Hall v Tchaj-peji. V roce 1948 ve fotografické soutěži v Tamsui vyhrál Chang Tsai vyhrál první místo. Deng Nanguang a Li Ming byli druzí. Fotograf Huang Zexi je v důsledku toho nazval „Tři mušketýři“.
V 50. letech 20. století provedl Zhang Cai terénní průzkum s profesorem antropologie na Tchaj-wanu. Fotografoval domorodce a tchajwanské náboženské oslavy, zachytil primitivní charakter a život domorodců a průběh tchajwanských náboženských oslav. Stal se tak průkopníkem tchajwanské dokumentární fotografie.
Dne 14. ledna 2014 společnost IPA vyhlásila „30 nejvlivnějších fotografů v Asii v roce 2014“. Vítězové na Tchaj-wanu byli Zhang Zhaotang, Chang Ganqi a Chang Tsai.
Chang Tsai umřel 4. května 1994 v Tchaj-peji.

## Galerie

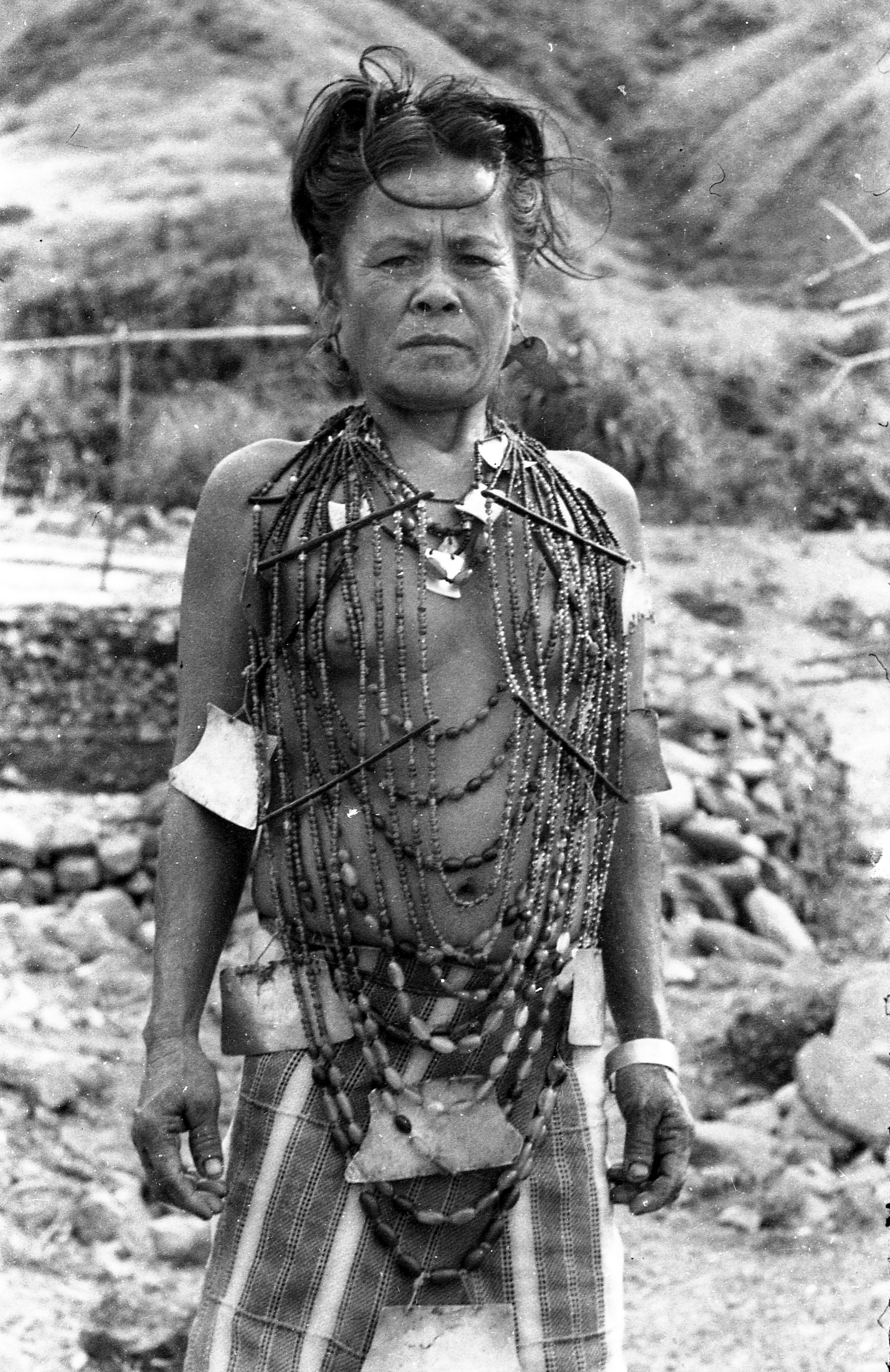
Žena kmene Yami, Tchaj-wan
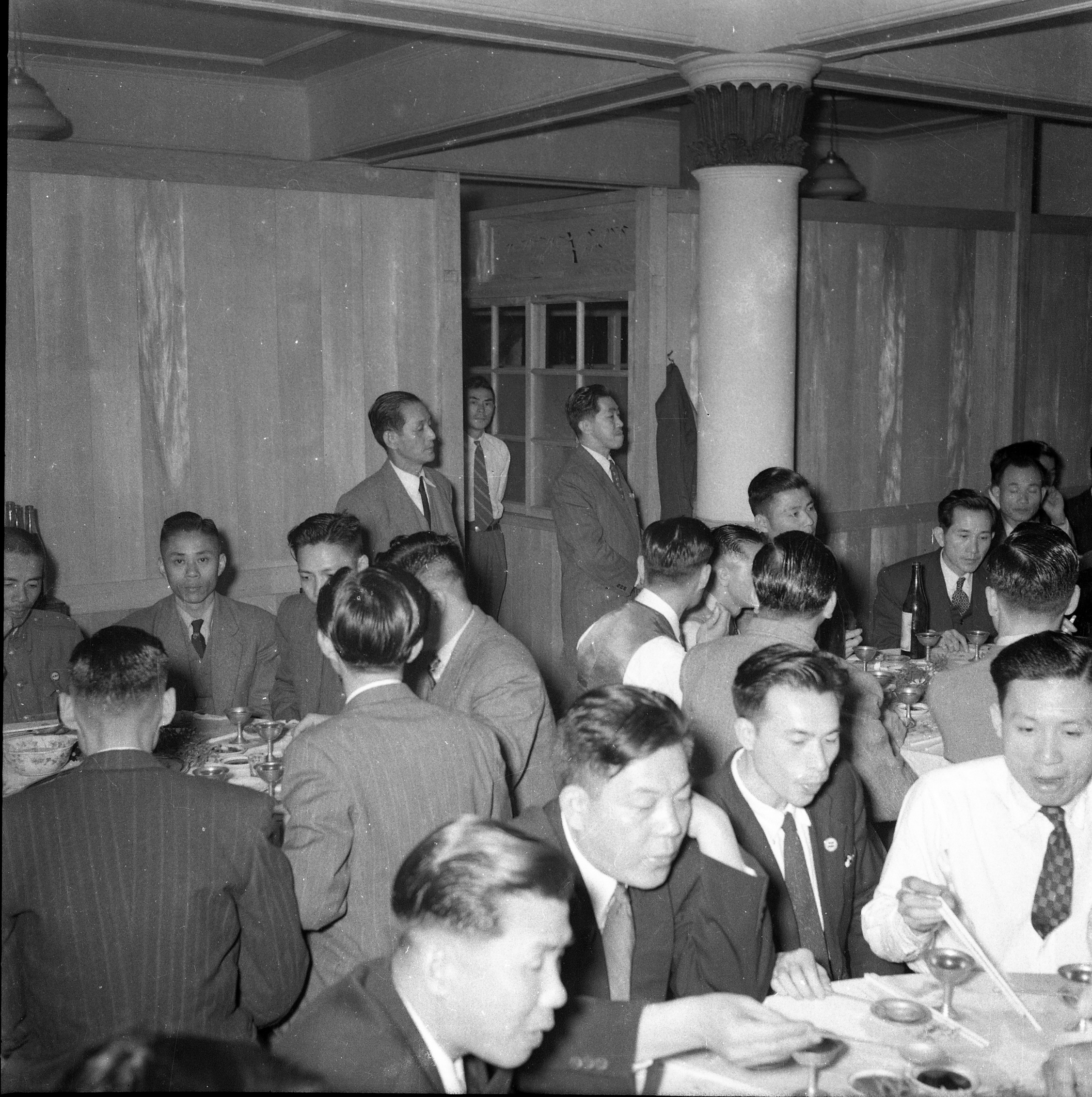
Muži v oblecích, Čína, 1940-1950
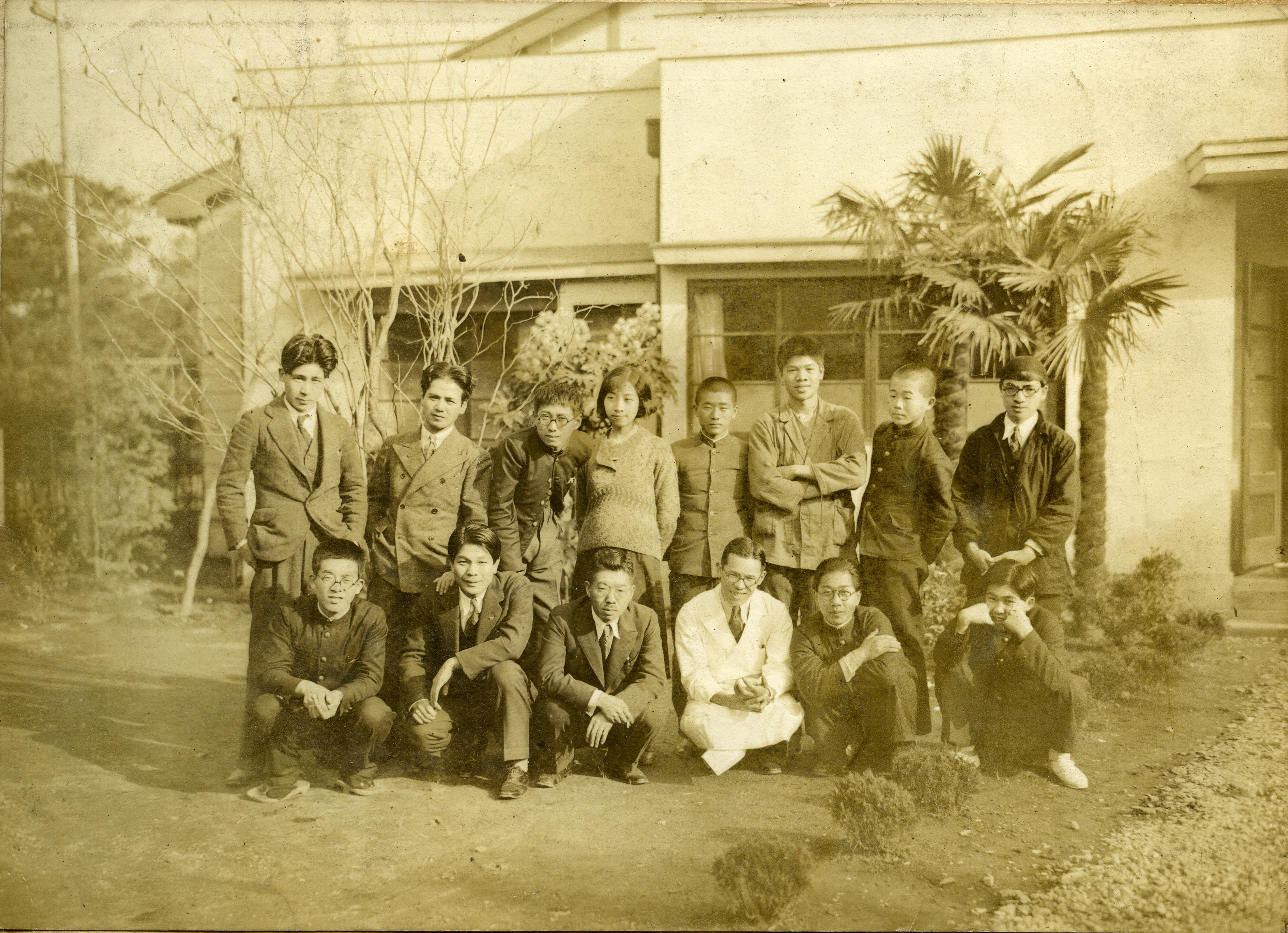
Studenti fotografické školy, Musashino
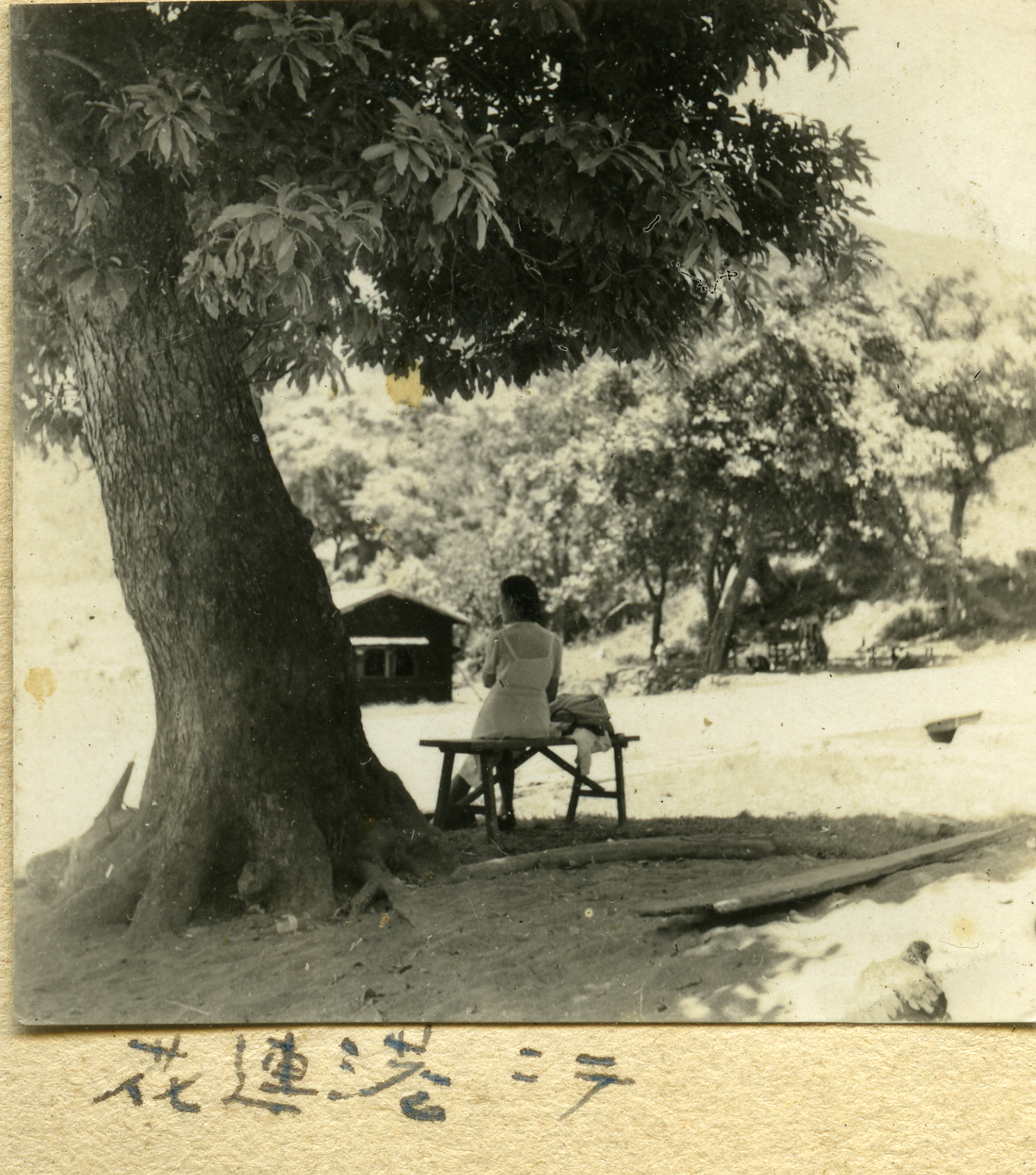
Karenko, 1930-1940
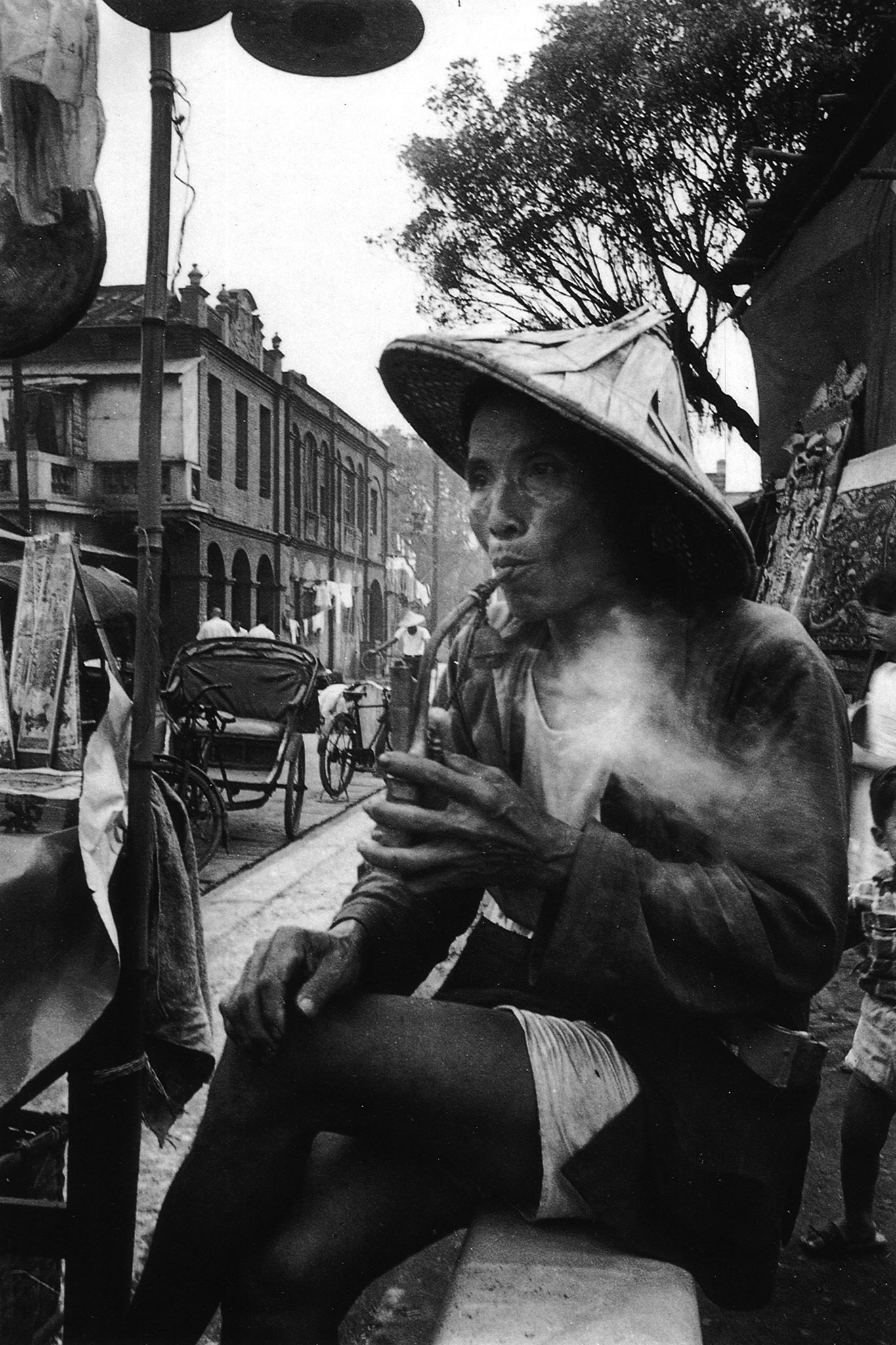
Kouřící muž
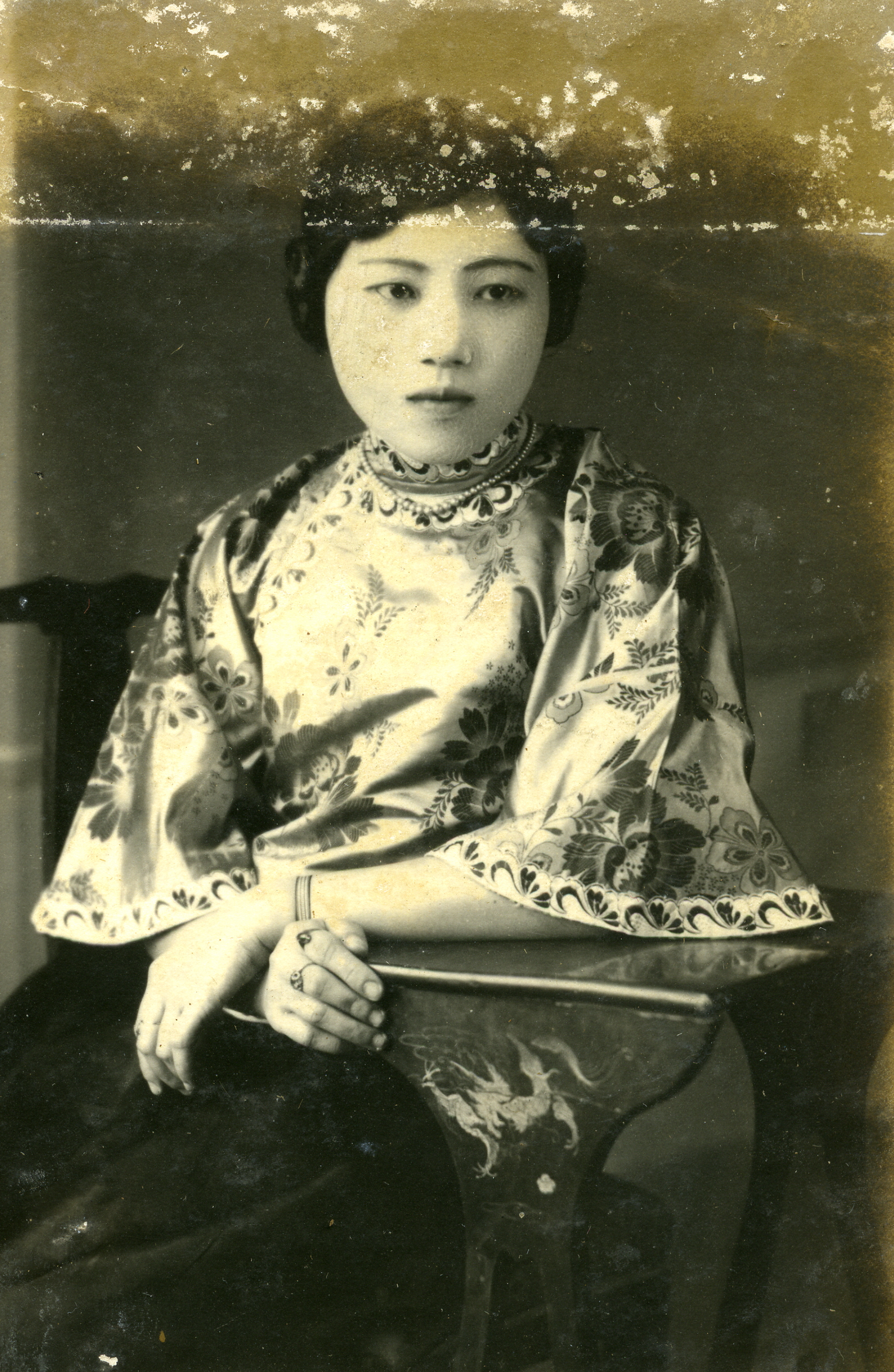
Žena v čínském oděvu ponžé